# Урбар (Кобленц)
Урбар (нем. Urbar) — община в Германии, в земле Рейнланд-Пфальц.
Входит в состав района Майен-Кобленц. Подчиняется управлению Фаллендар. Население составляет 3191 человек (на 31 декабря 2010 года). Занимает площадь 3,46 км².